# Chagang
Chagang (Chagang-do) er en provins Nordkorea. I 2008 havde provinsen en befolkning på 1.299.830 mennesker.
Provinsen ligger nordligt i landet med Kina i nord, Ryanggang og Sydhamgyong i øst, Nordpyongan i vest og Sydpyongan i syd. Regionen blev etableret i 1949 da den blev delt fra Nordpyongan. Regionshovedstaden er Kanggye, hvorfra administration af provinsen også foregår.

## Geografi
Chagang provinsen ligger i den nordvestlige del af Korea. Det er en bjergrig provins, det bjergrige område dækker 98 procent af det samlede areal. Den gennemsnitlige højde over havet er 750 meter, og hældningen i det meste af regionen er 15 til 40 grader.
Provinsen har et særskilt kontinentalt klima under indflydelse af det asiatiske kontinent. Den har meget kolde og lange vintre. Klimaet er præget af store forskelle i daglig og årlig temperatur. Om sommeren er der hyppige regnskyl med regn og hagl, og der er ofte tordenvejr.
Provinsen har store mineralrigdomme og er Nordkoreas vigtigste kilde til bly, zink, guld, kobber, molybdæn, wolfram, antimon, grafit, apatit, alunit, kalksten, calciumcarbonat, antracit og jernmalm. Der er også krystaller og værdifulde perler.

## Byer og økonomi
Provinsen er rig på naturressourcer i jorden samt skov-og vandressourcer. Før Koreakrigen var Chagang provinsen et isoleret land med kun to primitive miner, en træmølle og et destilleri. I dag, har den industri indenfor maskiner, kemi, lys, minedrift og tømmer. Dens samlede industriproduktion er 1000 gange så stor som lige før krigen.
Kanggye er hovedstaden i provinsen. En af de vigtigste ting for økonomien i provinsen er træ fabrikker.
Huichon er den mest udviklede by i provinsen, selv om dens udvikling daterer sig tilbage til Koreakrigen, da det blev en af de byer, hvor virksomheder flyttede til, da den var isoleret og langt fra de blodige slagmarker under krigen. I dag har byen blandt andet store værktøjs- og glasvarefabrikker og her ligger også det nordkoreanske universitet for telekommunikation.
Chagang var en af de mindre udviklede og isolerede provinser i Nordkorea efter befrielsen i 1945. Terrænet gjorde landbrug vanskeligt. Få landmænd dyrkede bjergparceller, selv om det var et møjsommeligt arbejde. I dag er landbrugsvirksomheder hovedsageligt forbundet med husdyrbrug. Et eksempel er Hungju Kyllingefarm.

## Strøm stationer
Provinsen er blevet omdannet til en vandenergibase for landet med opførelsen af Kanggye Youth Strøm Station, Unbong Strøm Station, Jangjagang Strøm Station og andre store vandkraftværker.
Provinsen har siden 90'erne udbygget mange små og mellemstore kraftværker med små hydrauliske turbiner med en kapacitet på 2 kW til 70 kW, der af lokale teknikere blev udviklet til dramatisk at øge produktionskapaciteten.

## Administrativ inddeling
Regionen er opdelt i tre byer («si») og 15 amter («kun»).
| - Kanggye-si (강계시; 江界市; fra «kun» til «si» i december 1949) - Hŭich'ŏn-si (희천시; 熙川市; «si» fra oktober 1967) - Manp'o-si (만포시; 滿浦市; «si» fra oktober 1967) | - Changgang-kun (장강군; 長江郡) - Chasŏng-kun (자성군; 慈城郡) - Chŏnch'ŏn-kun (전천군; 前川郡) - Ch'osan-kun (초산군; 楚山郡) - Chunggang-kun (중강군; 中江郡) - Hwap'yŏng-kun (화평군; 和坪郡) - Kop'ung-kun (고풍군; 古豐郡) - Rangrim-kun (랑림군; 狼林郡) | - Ryongrim-kun (룡림군; 龍林郡) - Sijung-kun (시중군; 時中郡) - Sŏnggan-kun (성간군; 城干郡) - Songwŏn-kun (송원군; 松原郡) - Usi-kun (우시군; 雩時郡) - Wiwŏn-kun (위원군; 渭原郡) - Tongsin-kun (동신군; 東新郡) |

## Kendte personer fra Chagang
- Yon Hyong-muk, nordkoreansk politiker (1931–2005).